# Matthew Hayward
Matthew Hayward (ur. 23 listopada 1989 r.) – kanadyjski narciarz, specjalista narciarstwa dowolnego. Zajął 9. miejsce w halfpipe'ie podczas mistrzostw świata w Ruka. Nigdy nie startował na igrzyskach olimpijskich. Najlepsze wyniki w Pucharze Świata osiągnął w sezonie 2007/2008, kiedy to zajął 8. miejsce w klasyfikacji generalnej oraz wywalczył małą kryształową kulę w klasyfikacji halfpipe'a.

## Sukcesy

### Mistrzostwa Świata
| Miejsce | Dzień    | Rok  | Miejscowość | Konkurencja | Zwycięzca         |
| ------- | -------- | ---- | ----------- | ----------- | ----------------- |
| 9.      | 17 marca | 2005 | Ruka        | Halfpipe    | Mathias Wecxsteen |

#### Miejsca w klasyfikacji generalnej
- 2005/2006 – 51.
- 2007/2008 – 8.
- 2008/2009 – 104.

#### Miejsca na podium
1. Apex – 17 marca 2006 (Halfpipe) – 3. miejsce
2. Les Contamines – 13 stycznia 2008 (Halfpipe) – 1. miejsce
3. Inawashiro – 15 lutego 2008 (Halfpipe) – 1. miejsce